# Burg Tunsel
Die Burg Tunsel ist eine abgegangene Höhenburg auf einem 240 m ü. NN hohen Rebhügel im Nordwesten des Ortsteils Tunsel der Stadt Bad Krozingen im Landkreis Breisgau-Hochschwarzwald in Baden-Württemberg.

## Geschichte
Bereits im Hochmittelalter stand auf dem Rebberg östlich des Dorfs Tunsels eine Burg. Sie wurde vermutlich zur Sicherung der Verkehrswege entlang des Rheins sowie dem Schutz der Bergbaugebiete im Münstertal errichtet. 1091 wird erstmals ein Ortsadelsgeschlecht, die Herren von Tunsel, nachweisbar. Sie waren Dienstleute der Zähringer. Um das Jahr 1111 verkauften Wolfhelin von Tunsel und sein Sohn Hildebrand allen Besitz, den sie im selben Dorf Schallstadt (Schalchstat) hatten, für vier Mark Silber an die Kirche St. Peter. Dieser Hildebrand (Hiltibrant de Tonsola) erscheint nochmal um 1152 als Zeuge in einer Urkunde dieses Klosters.
1159 tritt „Burchardus de Tonsul“ als Zeuge wiederum in einer Urkunde des Klosters St. Peter auf. Wohl derselbe war es der in einer Urkunde des Klosters Tennenbach aus dem Jahr 1161 als „Burchardus de Tonsul“ als Ministerial des Markgrafen Herman von Hachberg als Zeuge genannt wird. Am 21. Januar 1256 verkauften Rudolf von Razenhusen und seine Frau Anna, eine Tochter des verstorbenen Ritters Berthold von Tunsel im Breisgau, die „Veste Dunsel“ mit allen Besitzungen und Leuten, mit Ausnahme von vier als Leibeigene zurückbehaltenen Personen, samt übrigen Rechten und Zugehör um 400 Mark Silber als freies Eigen an Graf Conrad von Freiburg. Dieser verkaufte die Burg noch im gleichen Jahr für 700 Mark Silber an das Kloster St. Trudpert weiter. Ein „Wernhero de Tonsul“ wird 1265 urkundlich erwähnt. Es scheint aber dennoch Streitigkeiten wegen des Verkaufs der Burg und Zugehör gegeben zu haben. Denn am 1. April 1281. entsagte Graf Heinrich von Freiburg gegen eine Entschädigungssumme von 30 Mark Silbers allen seinen Ansprüchen auf die von seinem Vater Conrad an das Kloster St. Trudpert verkauften Güter zu Tunsel und versprach eidlich, das Kloster ferner nicht mehr belästigen zu wollen. Grund dafür mag in der Erbteilung zwischen den Grafen Egino und Heinrich von Freiburg gelegen haben. 1272 erfolgte die Teilung des Gebiets. Die Grenze bildete der Bach bei Heitersheim. In der Urkunde steht: „...vnn scheidet den teil, der bach ze Heitersheim. also. swas obewendig dez baches ist, daz höret ze Baden, swas nidewendig ist daz höret ze Friburg. ane daz gvt ze Tonsol. dez han ich grave Heinrich mich nut verzigen...“ Heinrich behielt sich demnach gewisse Rechte an Tunsel vor.
Weiter wird 1363 ein „Meister Johans von Tonsul kilcherre ze Sant Walpurg ze Waltkilch“ urkundlich erwähnt. An ihn wird auch in einer Urkunde aus dem Jahr 1391 hingewiesen und zwar, „daz der erber herre meister Johans von Tonsul der vorgenanten pfruonde jerlich ze zinse gab drü pfunt und aht schilling pfenninggeltes ab sinem huse bi Lehemertor“ gab. Dieser war zu dieser Zeit Domherr zu Chur.
Ob und inwiefern ein verwandtschaftliches Verhältnis zu den benachbarten Herren von Krozingen und Herren von Dottikofen bestand, ist nicht bekannt.
Die Burg, von der heute im Gelände nichts mehr erhalten ist, lebt in den Sagen des Orts weiter.